# Partido de la Realización de la Felicidad

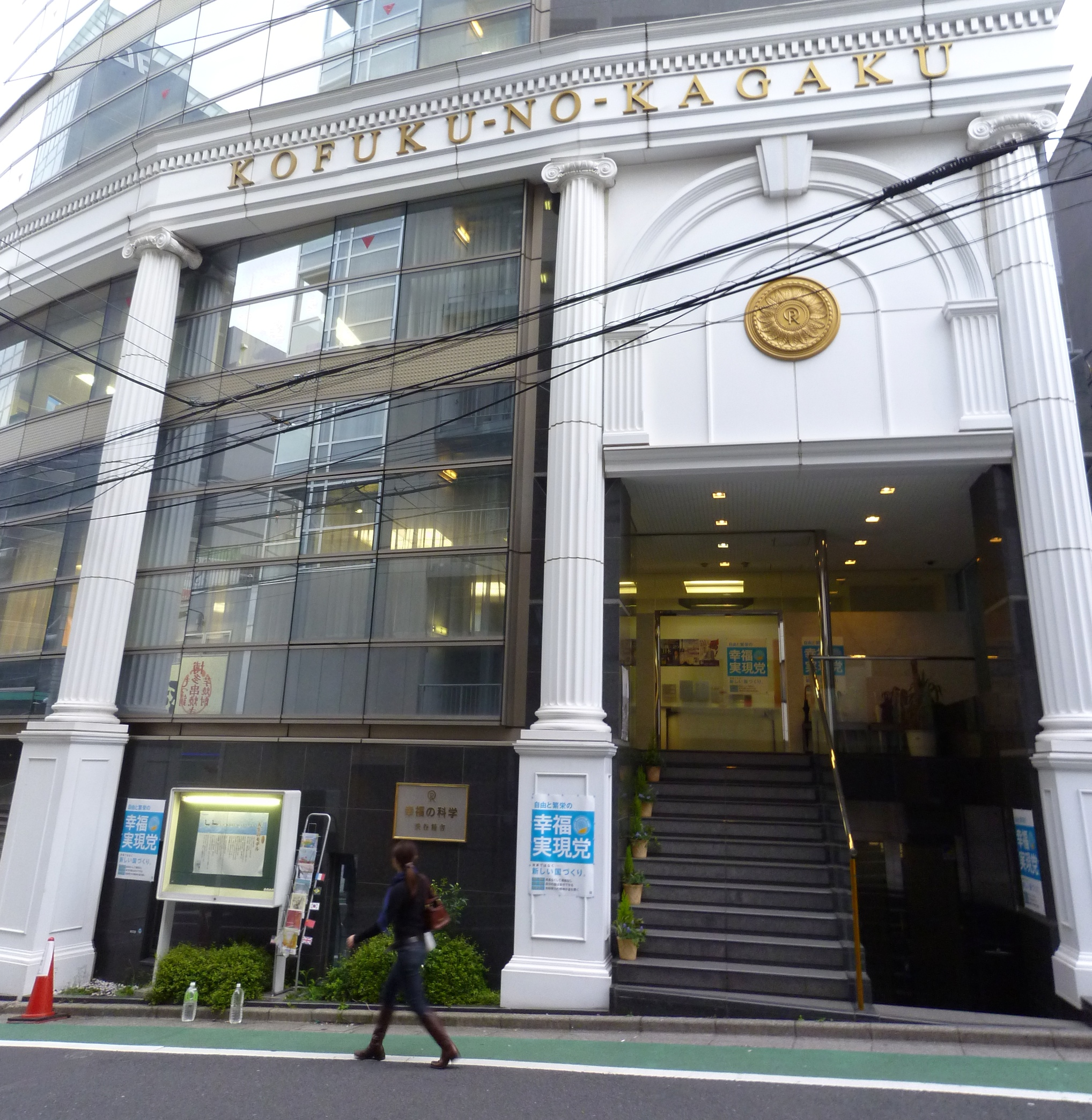
Sede antigua del partido en Shibuya.

El Partido de la Realización de la Felicidad (幸福実現党 Kōfuku Jitsugen-tō?) es un partido político minoritario japonés fundado por Ryūhō Ōkawa el 23 de mayo de 2009 con el fin de «ofrecer al pueblo japonés una tercera opción» de cara a las elecciones de agosto de 2009.
El partido se ha presentado con candidatos en cada uno de los distritos electorales del país, siendo el partido que más candidaturas ha presentado. Ōkawa declaró el 22 de julio de 2009 que se presentaría en los primeros lugares en el bloque de representación proporcional de Tokio.
Una de las razones esgrimidas para la creación del partido fue como respuesta a que ninguno de los dos partidos principales, el Partido Democrático de Japón (PDJ) y el Partido Liberal Democrático (PLD), haya definido un plan claro para lidiar con Corea del Norte (debido a las pruebas balísticas efectuadas por dicho país, y que desde Japón muchos perciben como una amenaza) ni para levantar al país de una recesión económica.
Su manifiesto habla de multiplicar la población de Japón por más de dos, hasta los 300 millones, mediante las ayudas para que las madres tengan hijos y la aceptación de inmigrantes; asumir una mayor responsabilidad como líder mundial; cambiar el artículo 9 de la actual constitución para hacer que garantice la seguridad y protección del pueblo japonés ante la amenaza militar norcoreana; promover un mundo libre de armas nucleares y cimentado en un espíritu de tolerancia religiosa; y la introducción de una educación religiosa basada en un espíritu universal de amor, compasión y autoayuda y en la capacidad de distinguir el bien del mal.

## Críticas
Según The Japan Times, «para muchos, los Felices huelen sospechosamente a secta».

## Enlaces controversiales en la prensa
- (en inglés)
- (en inglés)
- (en inglés)

- Datos: Q1571486
- Multimedia: Happiness Realization Party / Q1571486